# 濱湖拜恩維爾

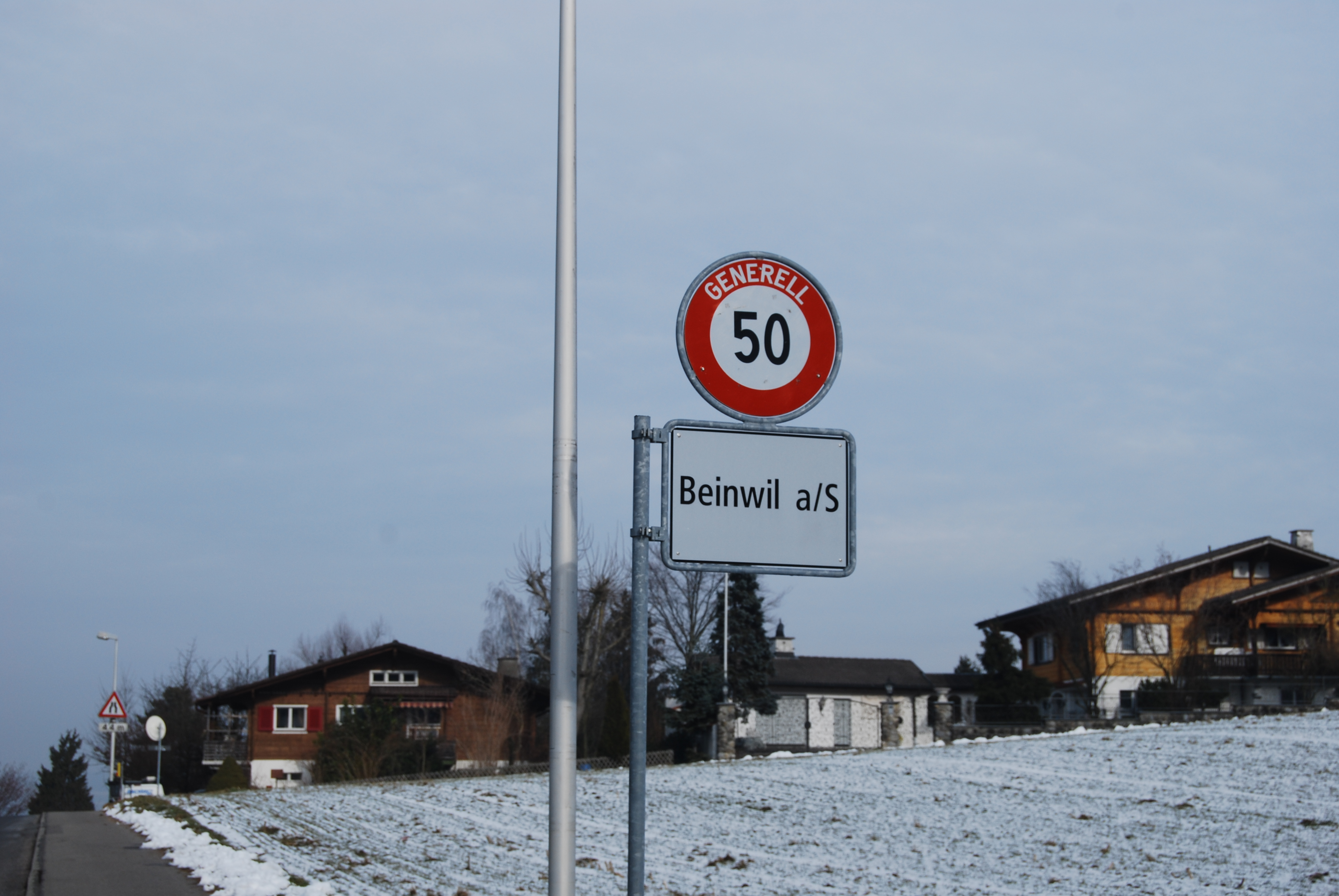

濱湖拜恩維爾是瑞士的城鎮，位於該國北部，由阿爾高州負責管轄，面積3.84平方公里，海拔高度520米，2012年人口2,907，六成人口信奉基督教，人口密度每平方公里757人。